# Ascalaphus quadrimaculatus
Ascalaphus quadrimaculatus is een insect uit de familie van de vlinderhaften (Ascalaphidae), die tot de orde netvleugeligen (Neuroptera) behoort. 
Ascalaphus quadrimaculatus is voor het eerst wetenschappelijk beschreven door Lichtenstein in 1796.